# 及川史弘
及川 史弘（おいかわ ふみひろ、1973年8月26日 - ）は、宮城県出身の元フィギュアスケート選手で、1994年リレハンメルオリンピック男子シングル日本代表。早稲田大学卒。174cm。後述の通り、大学卒業後は、東北放送に入社。現在は、報道制作部スポーツ部長。

## 経歴
宮城県仙台市出身。1990-1991年シーズンの全日本ジュニア選手権で優勝。東北学院高等学校を卒業して早稲田大学に進学し、翌1991-1992年シーズンの全日本ジュニア選手権も制した。世界ジュニア選手権には3度出場を果たしたが、表彰台に上ることはなかった。1992-1993年シーズンよりシニアに完全転向し、全日本選手権で3位。
オリンピックシーズンとなった1993-1994年シーズン、全日本選手権3連覇中だった鍵山正和を抑え優勝を果たしリレハンメルオリンピックと1994年世界選手権の日本代表に選出された。リレハンメルオリンピックでは、ショートプログラムで21位と大きく出遅れ、フリースケーティングでも巻き返すことなく総合22位に終わった。リレハンメルオリンピックから1ヵ月後に幕張で行われた世界選手権では、予選を通過したもののショートプログラム24位、フリースケーティング22位の総合24位に終わった。大学卒業後は、地元宮城の東北放送に就職。現在はスポーツ記者として活動している。2020年から報道部スポーツ部長。

## 主な戦績
| 大会/年         | 1988-89 | 1989-90 | 1990-91 | 1991-92 | 1992-93 | 1993-94 |
| --------------- | ------- | ------- | ------- | ------- | ------- | ------- |
| オリンピック    |         |         |         |         |         | 22      |
| 世界選手権      |         |         |         |         |         | 24      |
| 全日本選手権    |         |         |         |         | 3       | 1       |
| 世界Jr.選手権   |         | 15      | 7       | 7       |         |         |
| 全日本Jr.選手権 | 3       | 2       | 1       | 1       |         |         |